# Zonda

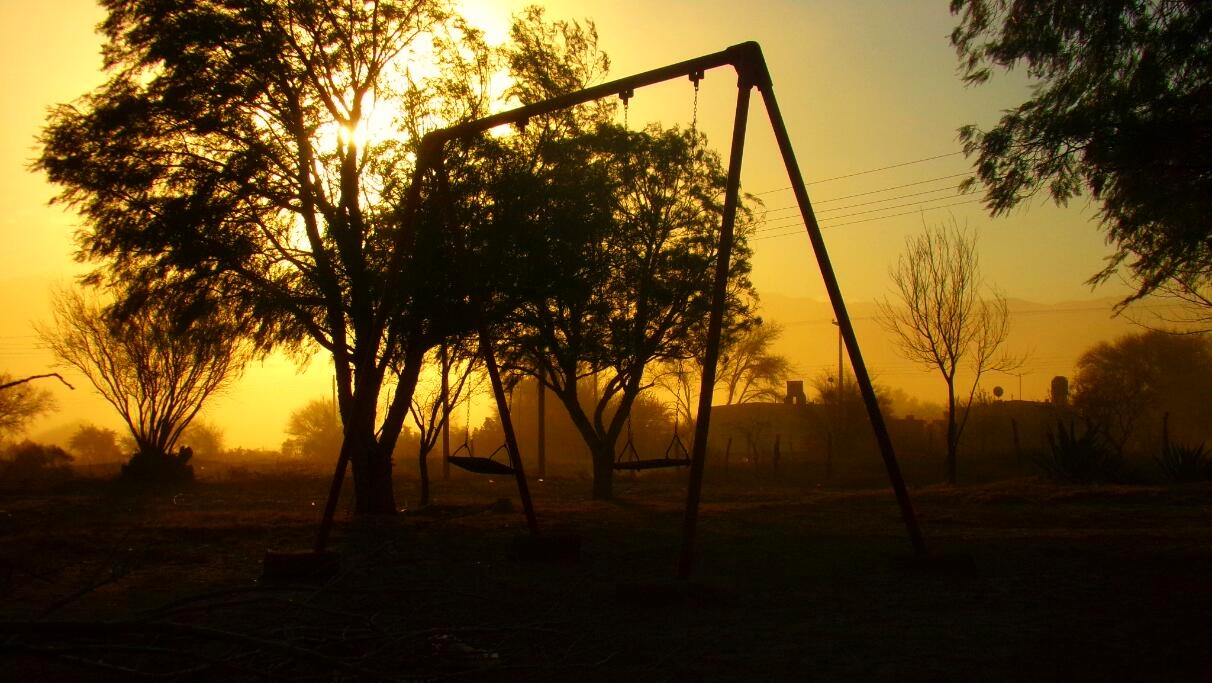
Paisagem de cidade afetada pelo Zonda

Zonda é um vento característico no oeste da Argentina que sopra em meados do ano. Ele provém da região dos Andes, sendo caracterizado por alta temperatura, secura e intensidade. Ele pode soprar por horas, com rajadas que chegam a 120 km/h e que podem provocar danos, levando à queda de árvores e postes e fios de energia elétrica.
Outro dos principais prejuízos causados pelo Zonda, devido a sua secura, é a propagação de incêndios florestais.
Segundo o SMN (Serviço Meteorológico Nacional) da Argentina, o vento Zonda tem efeitos no ser humano e que são estudos pela chamada biometeorologia. O vento muito seco e quente, diz o órgão, pode trazer alteração do ritmo cardíaco, irritabilidade, angústia e depressão, o que já foi documentado em diversos estudos em diferentes partes do mundo", relatou a Metsul em 2021.

## Formação
Segundo o website Terra, o vento se forma "quando o ar polar mais úmido atravessa os Andes, passando por um rápido aquecimento e queda de umidade ao descer pelo lado argentino da cordilheira (efeito conhecido como compressão adiabática)".

## Características gerais
- Forma-se enquanto desce dos Andes para a parte leste da cordilheira, no oeste da Argentina;
- Não é raro que a umidade do ar nas áreas atingidas fique abaixo de 10%, o que pode causar problemas de saúde;
- As rajadas de vento podem passar de 100 km/h, causando danos a propriedades;
- Por sua secura e intensidade, facilmente ajuda a alastrar incêndios;
- É comum em meados do ano - alguns relatam que de maio a agosto e outros, de junho a novembro - e costuma soprar mais à tarde.

## Cuidados
Em agosto de 2021, o Governo de Mendoza, em meio a dois episódios seguidos do fenômeno, divulgou uma lista de cuidados que deveriam ser adotados pelas pessoas para mitigar os efeitos do Zonda: 
- Hidratar-se com frequência e cuidar, principalmente, de crianças e idosos;
- Ter em casa medicamentos para asma ou qualquer outra doença brônquica ou pulmonar, se necessário;
- Fechar a casa o mais hermeticamente possível, cobrindo até pequenas frestas, para evitar a entrada de ar quente e seco;
- Evitar ficar ao ar livre para não se expor ao sol e inalar o pó transportado pelo vento;
- Se necessário, tomar banhos frios e umidificar a casa artificialmente;
- Ser cuidadoso, se estiver ao ar livre, devido à possibilidade de ser atingido por objetos levados pelas fortes rajadas de vento, como telhas e galhos de árvores;
- Não ficar perto ou estacionar debaixo de árvores, que podem ser derrubadas pelo vento;
- Ter cuidado ao manusear materiais inflamáveis que podem causar faíscas e fogo, pois a secura do ambiente durante o Zonda aumenta a possibilidade de incêndios.

## Zonda "de altura"
Segundo a Metsul, nem sempre este vento alcança a superfície e quando se mantém em alta altitude, é chamado de “Zonda de altura”.